# Osztott pöfeteg
Az osztott pöfeteg (Pisolithus arhizus) az áltriflafélék családjába tartozó, az északi féltekén elterjedt, lombos- és fenyőerdőkben élő, ehető gombafaj. 

## Megjelenése
Az osztott pöfeteg termőteste 5-16 cm magas és 4-10 cm széles. Alakja fiatalon kerek vagy búgócsiga-szerű, éretten szélesen bunkós vagy szabálytalan gumó, esetenként zsák formájú. Alján 1-8 cm-es vastag, rostos, sárgásbarna, tönkszerű képlet található, alul micéliumzsinórokkal. 
Külső burka vékony (kb. 1 mm), bőrszerű, felülete matt, csupasz, éretten szabálytalanul felszakadozik. Színe fiatalon nagyon halvány barnás, tompasárgás vagy akár fehéres; később sárgásbarnává, piszkosbarnává sötétedik. 
Belsejében fiatalon sárgás-fehéres (később fahéjbarna), borsó nagyságú spóratartalmú kamrák találhatóak, amelyek kékesfekete gélbe ágyazódnak. A spórák érésével a kamrák – a termőtest csúcsi részéből kiindulva – megbarnulnak és szétporlanak.
Szaga és íze kellemes, erősen fűszeres.
Spórapora sötét rozsdabarna. Spórája kerek, sűrűn tüskés, mérete 7-9 µm, csirapórusa nincs.

### Hasonló fajok
A mérgező rőt áltriflával lehet összetéveszteni. 

## Elterjedése és termőhelye
Eurázsiában, Észak-Afrikában és Észak-Amerikában honos. Európában inkább délen gyakori. Magyarországon ritka. 
Homokos, kavicsos talajú fenyőerdőben (különösen kéttűs fenyők alatt), vegyes és lomberdőkben él, de előfordul homokbányákban, meddőhányókon is. Júliustól szeptemberig terem.  

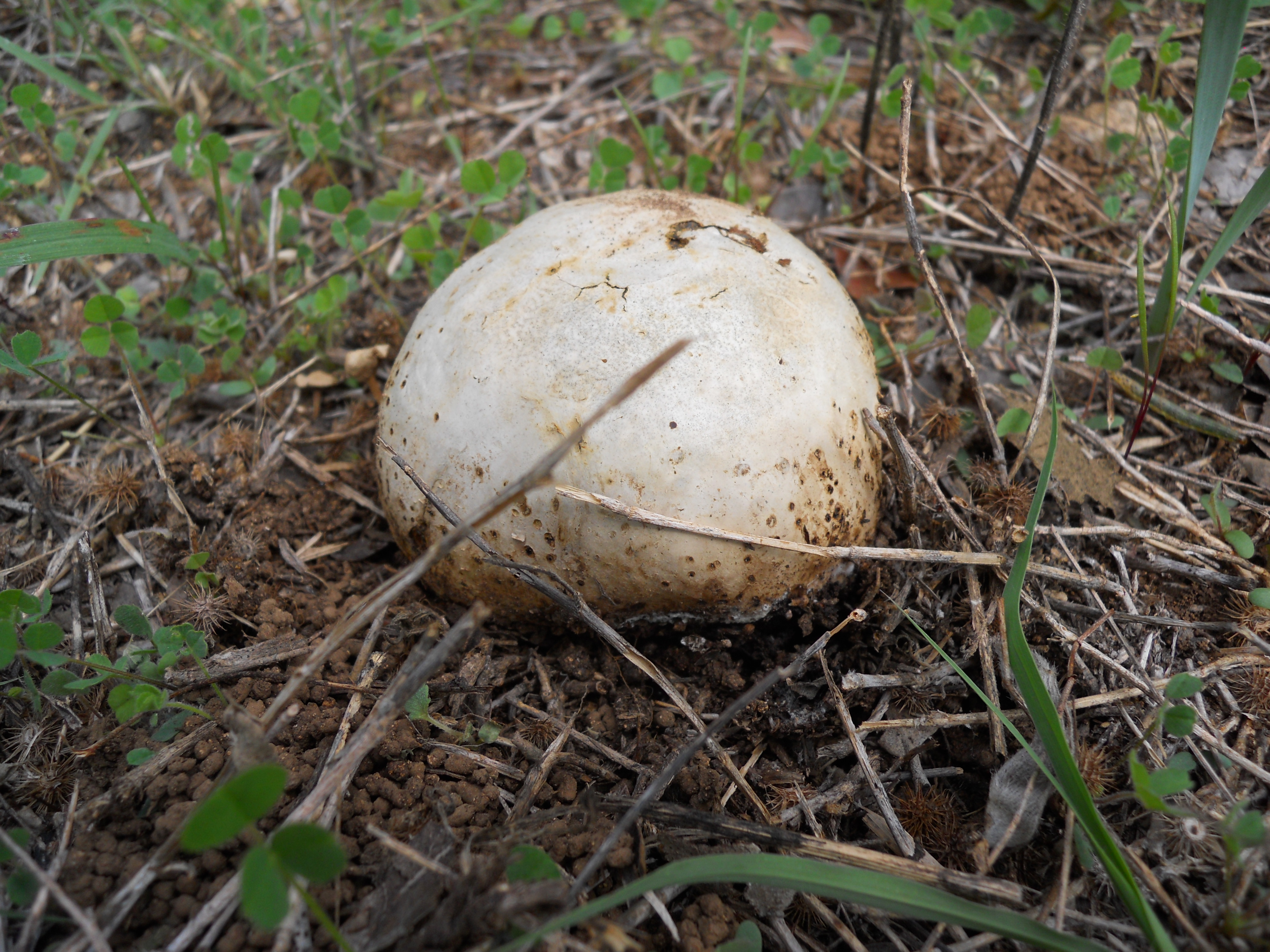
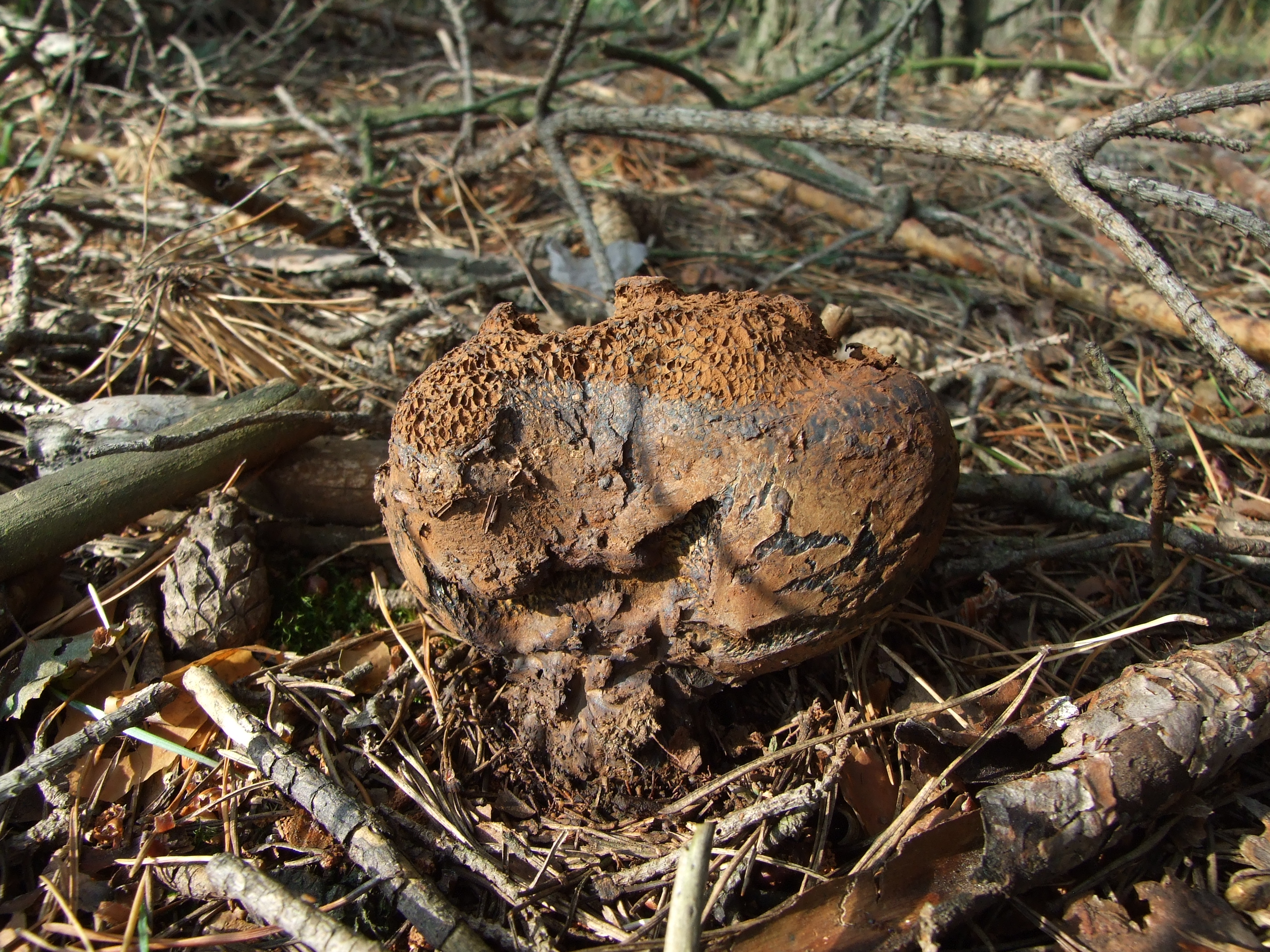
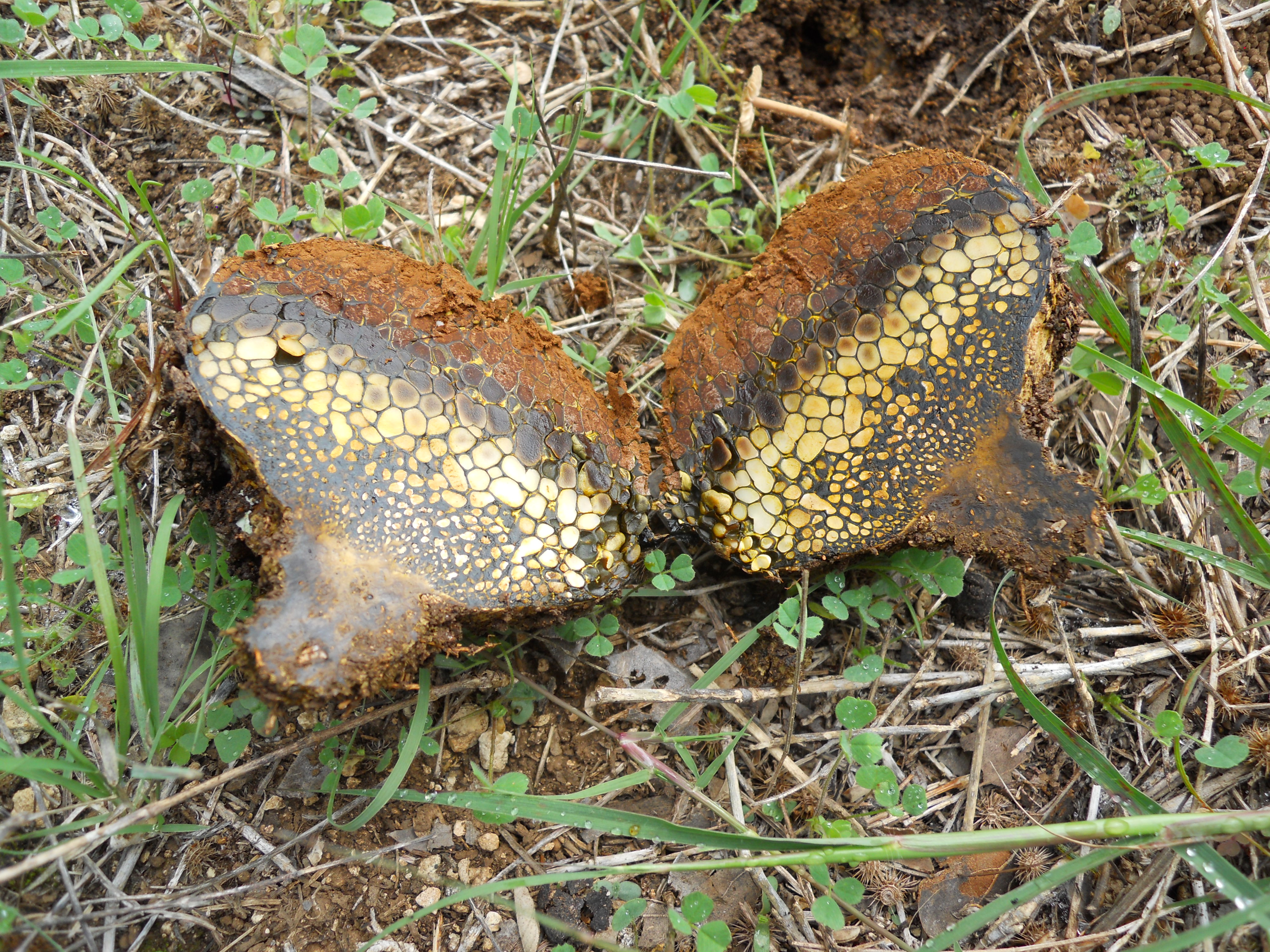
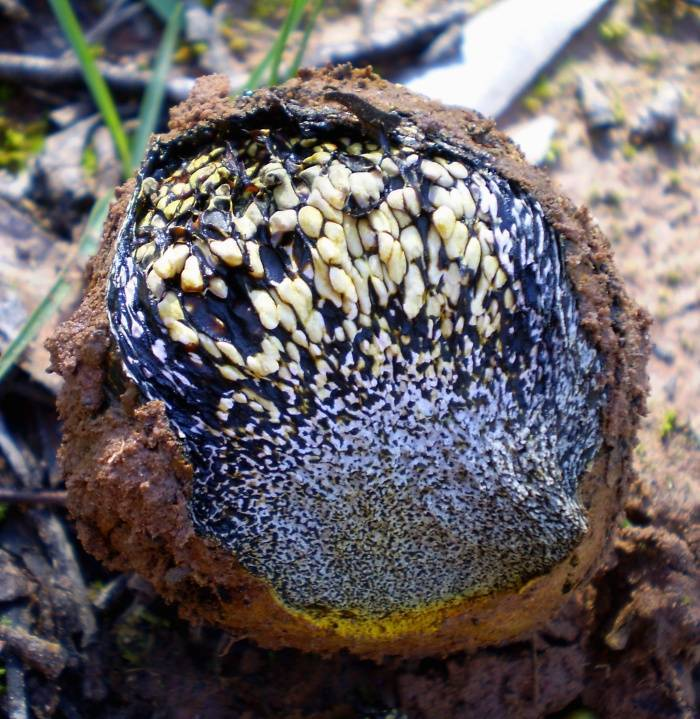
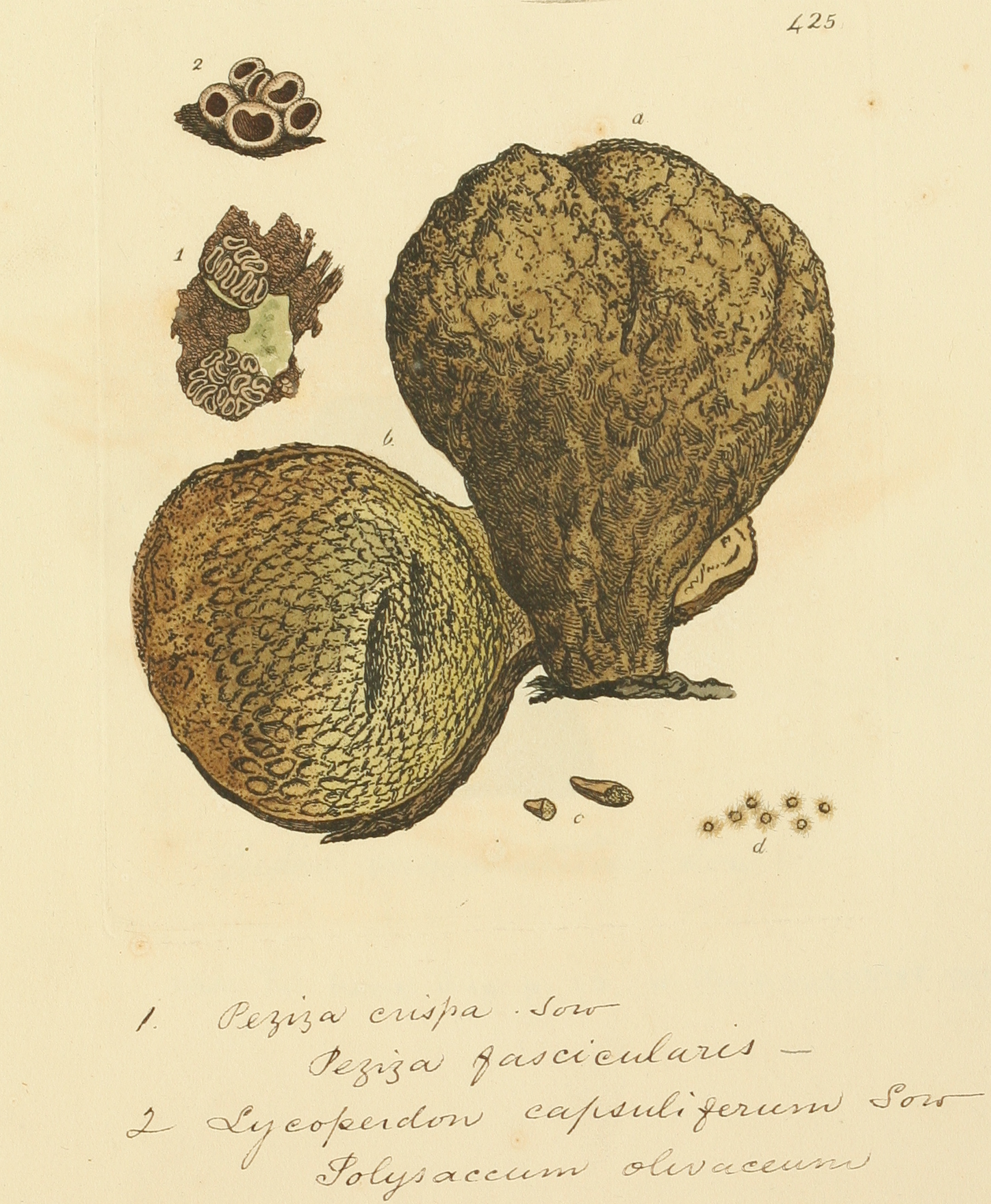

Fiatalon ehető. 